# Dobrostany (gmina)
Gmina Dobrostany – dawna gmina wiejska funkcjonująca w latach 1941–1944 pod okupacją niemiecką w Polsce. Siedzibą gminy były Dobrostany.
Gmina Dobrostany została utworzona przez władze hitlerowskie z terenów okupowanych przez ZSRR w latach 1939–1941 (vide rejon janowski), stanowiących przed wojną części gmin Białogóra i Domażyr (tylko Wielkopole) w powiecie gródeckim w woj. lwowskim (obie gminy zniesiono pod okupacją).
Gmina weszła w skład powiatu lwowskiego (Kreishauptmannschaft Lemberg), należącego do dystryktu Galicja w Generalnym Gubernatorstwie. W skład gminy wchodziły miejscowości: Białogóra, Cuniów, Dobrostany, Kamieniobród, Leśniowice, Wielkopole, Wola Dobrostańska, Zatoka i Zuszyce.
| Miejscowości / gromady                                                                       | Rejon w ZSRR (1939–1941) | Gmina (II RP) | Powiat (II RP) |
| -------------------------------------------------------------------------------------------- | ------------------------ | ------------- | -------------- |
| Białogóra, Cuniów, Dobrostany, Kamieniobród, Leśniowice, Wola Dobrostańska, Zatoka i Zuszyce | janowski                 | Białogóra     | gródecki       |
| Wielkopole                                                                                   | janowski                 | Domażyr       | gródecki       |

Po wojnie obszar gminy włączono do ZSRR.